# Sobreda
Sobreda è una ex freguesia del Portogallo, del comune di Almada, con 6,64 km² di estensione ed una popolazione di 15.166 abitanti (2011).

## Geografia fisica
I limiti della freguesia di Sobreda sono rappresentati: a nord dalla città di Caparica; a est dalla freguesia di Feijó; a sud dal comune di Seixal e dalla freguesia di Charneca de Caparica; a ovest dalla città di Costa de Caparica.

## Storia

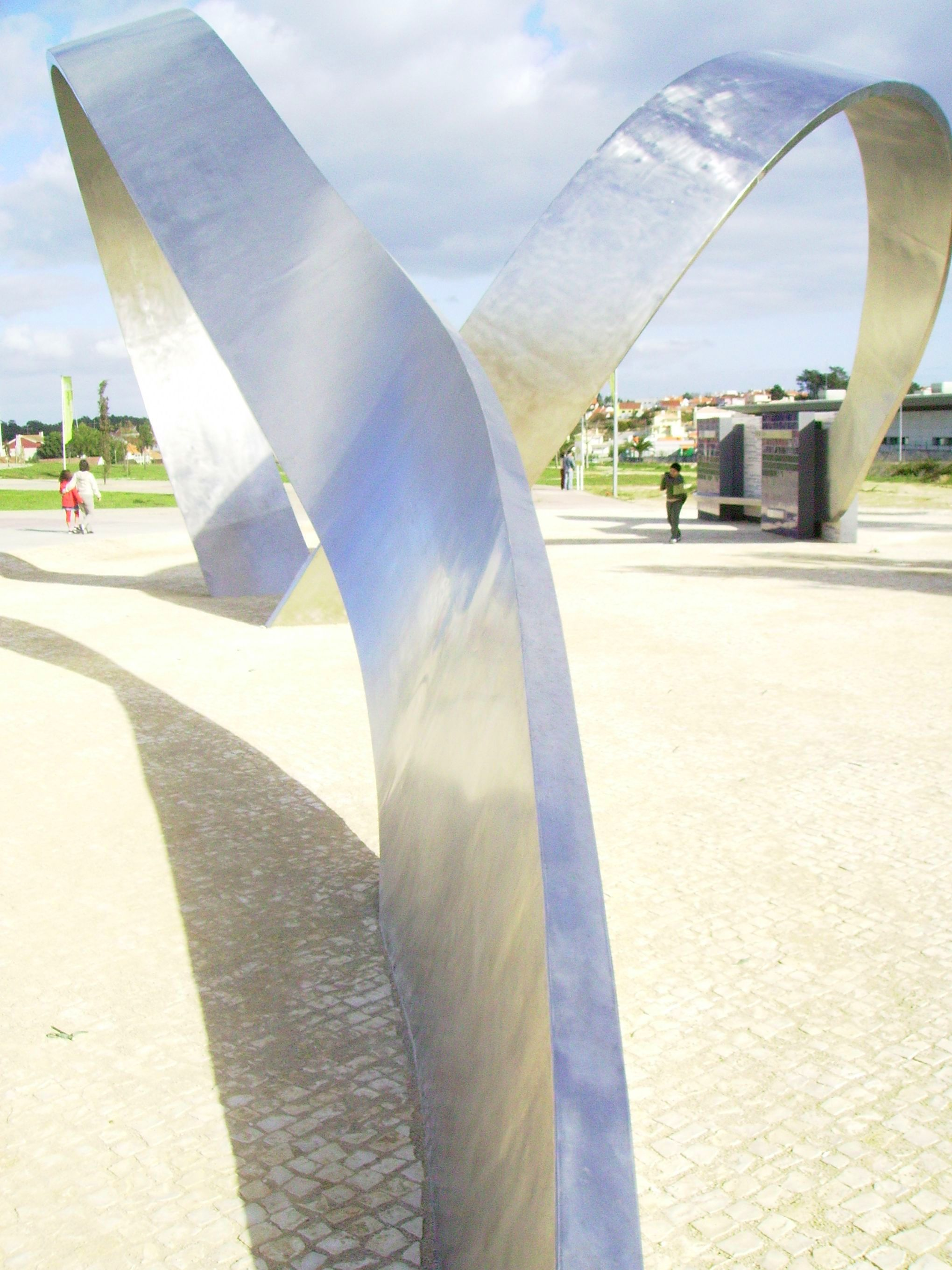
Monumento alla Donna

Sobreda appartenne alla freguesia di Caparica sin dalla fondazione di quest'ultima nel 1472. Sembra che a partire dal XV secolo esistesse un parroco per celebrare la messa ma senza disporre della parrocchia: l'attuale cappella di Nostra Signora della Liberazione fu costruita solo nel 1751 e trasformata nel 1888.
Malgrado il terreno fosse fertile, Sobreda era lontana dalle altre località e solo a partire dalla fine del XIX secolo fu collegata a Corroios (comune di Seixal) ed a Costa de Caparica per mezzo di una strada; fino a quel momento non esistevano altro se non sentieri.
Per questo la popolazione fu sempre scarsa e sul finire dell'Ottocento si contavano appena 150 abitanti.
Anche la costituzione in quanto freguesia fu tardiva: avvenne solo il 4 ottobre 1985.

## Società

### Evoluzione demografica
| Indicatore | 1991  | 2001   | Variazione % |
| ---------- | ----- | ------ | ------------ |
| Residenti  | 9.190 | 10.594 | 15,3         |
| Famiglie   | 2.815 | 3.706  | 31,7         |
| Alloggi    | 3.694 | 4.852  | 31,3         |
| Edifici    | 2.276 | 2.967  | 30,4         |

## Economia
Le principali attività economiche della freguesia sono la metallurgia, la costruzione civile, la lavorazione del legno a livello industriale ed il commercio.

### Artigianato
Nella freguesia si lavorano la ceramica e la canna di bambú. Sviluppata è la pittura ad olio oltre alla utilizzazione dell'argilla per la produzione di figure varie.

## Cucina
Come avviene per le restanti freguesias del comune di Almada, la cucina si basa sui prodotti del mare: i piatti tipici sono il risotto con frutti di mare e la sardina grigliata.